# Trương Gia Bình
Trương Gia Bình (sinh năm 1956) là một doanh nhân Việt Nam, Chủ tịch Hội đồng quản trị FPT. Ngoài ra ông còn là phó giáo sư (1991), tiến sĩ (1982), từng là trưởng khoa Khoa Quản trị Kinh doanh, Đại học Quốc gia Hà Nội, chủ tịch hội đồng quản trị Đại học FPT, chủ tịch Hiệp hội doanh nghiệp phần mềm Việt Nam, Chủ tịch Hội đồng các nhà doanh nghiệp Trẻ Việt Nam (1998-2005), Trưởng ban nghiên cứu phát triển kinh tế tư nhân (2017-nay). Chủ tịch Hiệp hội Nông nghiệp số Việt Nam (VIDA) (2019 - nay).

## Tiểu sử
Trương Gia Bình sinh ngày 19 tháng 5 năm 1956 tại Nghệ An (Nghệ Tĩnh), quê quán Điện Phong, Điện Bàn, Quảng Nam - Đà Nẵng. Thời phổ thông, ông là học sinh chuyên toán Chu Văn An Hà Nội. Tốt nghiệp khoa Toán cơ, Đại học Tổng hợp Moscow năm 1979. Bảo vệ thành công luận án PTS tại Đại học Tổng hợp Moscow năm 1983. Được nhà nước phong tặng danh hiệu Phó giáo sư năm 1991. Hiện là Chủ tịch HĐQT của FPT.
Trương Gia Bình cùng nhiều nhà khoa học và kỹ sư khác, trong đó có tiến sĩ Nguyễn Thành Nam là người đã sáng lập nên tập đoàn FPT với số tiền vay mượn từ GS Vũ Đình Cự.
Năm 2013, ông được Tập đoàn truyền thông Nikkei (Nhật Bản) trao giải thưởng Nikkei Asian vì những đóng góp quan trọng cho sự phát triển của ngành CNTT Việt Nam.

## Quá trình công tác
- 2019 - nay: Chủ tịch Hiệp hội Nông nghiệp số Việt Nam (VIDA).
- 2018 - 04/2023: Thành viên HĐQT Ngân hàng Thương mại Cổ phần Ngoại thương Việt Nam (Vietcombank) [9]
- 2017 - nay: Phó Chủ tịch Hội đồng tư vấn cải cách thủ tục hành chính của Thủ tướng Chính phủ; Trưởng ban nghiên cứu phát triển kinh tế tư nhân trực thuộc Hội đồng tư vấn cải cách thủ tục hành chính[5].
- 2013 - nay: Chủ tịch HĐQT Công ty Cổ phần FPT
- 2012 – 2013: Chủ tịch Hội đồng quản trị kiêm Tổng Giám đốc Công ty Cổ phần FPT
- 2009 – 2012: Chủ tịch HĐQT Công ty Cổ phần FPT
- 2002 – 2009: Chủ tịch Hội đồng quản trị kiêm Tổng Giám đốc Công ty Cổ phần FPT
- 2001 - 3/2021: Chủ tịch Hiệp hội Phần mềm và Dịch vụ CNTT Việt Nam (VINASA)
- 1998  –  2005: Chủ tịch Hội doanh nghiệp trẻ Việt Nam
- 1988 – 2002: Tổng Giám đốc Công ty Cổ phần FPT

## Đời tư
Ông Trương Gia Bình là con trai của bác sĩ Trương Gia Thọ . Nhà ông ban đầu ở 91 Thợ Nhuộm, Hà Nội. Ông sống ở Hà Nội từ năm 2 tuổi.
Ông Trương Gia Bình từng là con rể của Đại tướng Võ Nguyên Giáp khi kết hôn với bà Võ Hạnh Phúc và có một cô con gái với người vợ này. Sau khi ly dị với bà Phúc, ông Bình đã kết hôn với người vợ thứ hai là Nguyễn Tuyết Mai (Hiện là chủ tịch công ty du lịch Vidotour).